# Euonthophagus amyntas
Euonthophagus amyntas es una especie de coleóptero de la familia Scarabaeidae.

## Distribución geográfica
Habita en el paleártico: Europa y Asia (desde Oriente Próximo hasta Asia Central y Afganistán).